# North Side, Caymanöarna
North Side är en ort i Caymanöarna (Storbritannien). Den ligger i den västra delen av Caymanöarna. North Side ligger 3 meter över havet och antalet invånare är 1 184. Den ligger på ön Grand Cayman vid havet.
Terrängen runt North Side är mycket platt.